# 도청 (전한)
도청(陶靑, ? ~ 기원전 148년) 또는 도청적(陶靑翟)은 전한 전기 ~ 중기의 관료로, 개국공신 도사의 아들이다.

## 생애
고제 12년(기원전 195년), 도사의 뒤를 이어 개봉후(開封侯)에 봉해졌다.
문제 후2년(기원전 162년) 8월, 신도가의 뒤를 이어 어사대부에 임명되었다.
경제 원년(기원전 156년) 4월, 흉노에 사자로 가 화친을 맺었다.
경제 3년(기원전 154년) 6월, 신도가가 죽으면서 8월에 후임 승상이 됐다. 같은 해 오왕이 다른 여섯 제후왕들과 연합하여 반란을 일으켰다(오초칠국의 난). 도청은 반란의 빌미를 제공한 조조를 정위 구·중위 가와 함께 참소하였고, 결국 경제는 조조를 주살하였다.
경제 7년(기원전 150년)에 면직되었고, 2년 후 죽었다. 시호를 이(夷)라 하였고, 작위는 아들 도언이 이었다.

## 출전
- 사마천, 《사기》
  - 권18 고조공신후자연표
  - 권22 한흥이래장상명신표
- 반고, 《한서》
  - 권5 경제기
  - 권49 원앙조조열전
- 순열, 《한기》
  - 권9 효경황제기